# Leurus xalifer
Leurus xalifer là một loài tò vò trong họ Ichneumonidae.